# Святой Пий I (Микеланджело)
«Святой Пий I» (итал. San Pio) — одна из четырёх мраморных статуй, созданных Микеланджело ок. 1501 −1504 гг для алтаря Пикколомини Сиенского собора [а]. Первоначально эта скульптура должна была называться «Святой Августин».

## История создания
Договор на создание пятнадцати статуй для украшения капеллы Пикколомини в Сиенском соборе Микеланджело заключил с кардиналом Франческо Пикколомини за несколько месяцев до договора на «Давида». По условиям договора Микеланджело должен был сваять статуи за три года и получить за это 500 дукатов. К 1504 году были готовы четыре статуи алтаря.
Лоуренс Дженкенс, профессор Новоорлеанского университета, отметил, что это было достаточно крупный заказ на то время, однако он не получил достаточного внимания искусствоведов. Ни Вазари, ни Кондиви не упоминают об этих работах Микеланджело. Дженкенс считает, что Микеланджело сам мог относиться к этим работам как результатам юности и спешки.

## Описание
Статуя изображает святого Пия. На голове святого — митра. Правая рука поднята для благословения, а левая рука придерживает книгу и длинную одежду, чтобы сделать шаг. На плечах у него плащ, скрепленный фибулой.
Скульптура расположена на верхнем ярусе алтаря, слева, над «Святым Петром».
Скульптура расположена на нижнем ярусе алтаря, слева.